# Pyramid Peak (Südgeorgien)
Der Pyramid Peak (englisch für Pyramidenspitze) ist ein 475 m hoher Berg an der Nordküste Südgeorgiens. Er überragt das Kap Buller auf der Westseite der Einfahrt zur Bay of Isles
Teilnehmer der Schwedischen Antarktisexpedition (1901–1903) unter der Leitung Otto Nordenskjölds benannte ihn deskriptiv als Die Pyramide. Das UK Antarctic Place-Names Committee übertrug diese Benennung 1955 in angepasster Form ins Englische.